# 梅尔西
梅尔西（法語：Mercy，法語發音：[mɛʁsi] ⓘ）是法国阿列省的一个市镇，位于该省中东部，属于穆兰区。

## 地理
梅尔西（46°27'41"N, 3°30'59"E）面积28.8 平方千米，位于法国奥弗涅-罗讷-阿尔卑斯大区阿列省，该省份为法国中部省份，北起涅夫勒省、西北接谢尔省，西南至克勒兹省，南至多姆山省，东南临卢瓦尔省，东临索恩-卢瓦尔省。
与梅尔西接壤的市镇（或旧市镇、城区）包括：沙波、讷伊勒雷阿勒、圣瓦尔、蒂奥讷、沃马。

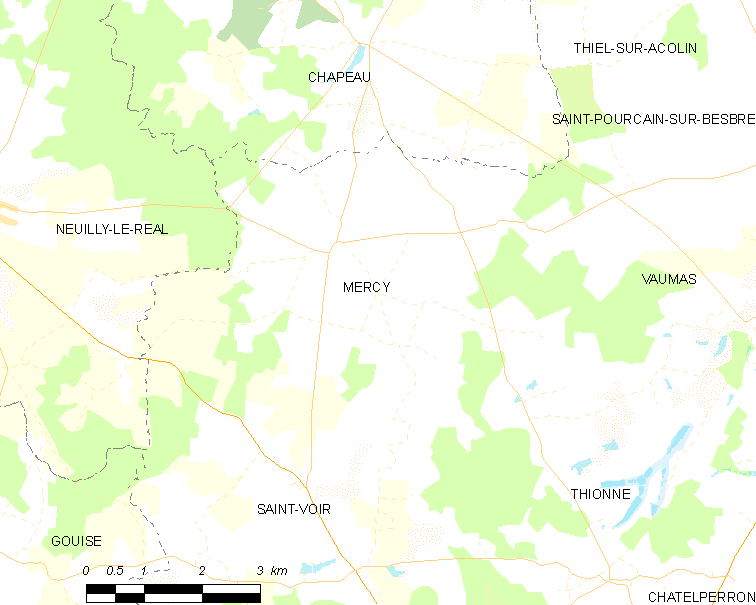
梅尔西的OSM定位图

梅尔西的时区为UTC+01:00、UTC+02:00（夏令时）。

## 行政
梅尔西的邮政编码为03340，INSEE市镇编码为03171。

## 政治
梅尔西所属的省级选区为穆兰第二县。

## 人口

1962-2008年间梅尔西人口变化图示

梅尔西于2022年1月1日时的人口数量为244人。